# Jaime Vergara
Jaime Vergara (* 12. Juni 1987) ist ein ehemaliger kolumbianischer Radrennfahrer.
Vergara wurde 2003 kolumbianischer Meister im Straßenrennen der Jugendklasse. Im Jahr 2009 wurde er kolumbianischer Meister im Straßenrennen der U23-Klasse und er gewann mit seinem Team das Mannschaftszeitfahren zum Prolog der Vuelta a Colombia. 2010 gewann er eine Etappe der Vuelta a Colombia und 2012 eine Etappe der Vuelta a la Independencia Nacional.

## Erfolge
2009
- Kolumbianischer Meister – Straßenrennen (U23)
- Prolog (Mannschaftszeitfahren) Vuelta a Colombia

2010
- eine Etappe Vuelta a Colombia

2012
- eine Etappe Vuelta a la Independencia Nacional

## Teams
- 2011–2012 EPM-UNE
- 2017 Nice Cycling Team